# Castellar-Oliveral
Castellar-Oliveral (en valenciano y oficialmente Castellar-L'Oliveral) es una pedanía de la ciudad de Valencia perteneciente al distrito de los Poblados del Sur. Cuenta en 2024 con 6.889 habitantes, siendo 3356 hombres y 3533 mujeres acorde con el INE.

## Toponimia
El actual topónimo, Castellar-Oliveral, se debe a la unión de dos núcleos, Castellar (al norte de la Carrera del Pi) y Oliveral (al sur). Antiguamente, se creyó que Castellar se denominaba así por haber aparecido a raíz de una alquería, propiedad de Luis Castellá de Vilanova en el siglo XVII. Sin embargo, hay constancia de que dicha alquería se encontraba en el término de Burjasot, por lo que Castellar puede tener su origen en la alquería andalusí de Castelló de l'Albufera, que aparece en el Llibre del Repartiment de Jaime I según unas donaciones hechas en marzo de 1238. Oliveral, a su vez, tiene origen en los olivos plantados en la elevación donde posteriormente aparecería el poblado.

## Geografía
Limita con el nuevo cauce del río Turia al norte, Horno de Alcedo al oeste, Sedaví y Alfafar por el sur y Pinedo por el este.
El territorio se caracteriza por su paisaje predominantemente agrícola, enmarcado dentro de la huerta valenciana, y está atravesado por numerosos canales y acequias del sistema de riego tradicional de la región, como la acequia de Favara. Su cercanía al Parque natural de la Albufera influye notablemente en su ecosistema, con presencia de marjales, campos de arroz y zonas húmedas.Wikipedia, la enciclopedia libre
El núcleo urbano se divide en dos áreas principales: Castellar y Oliveral, que con el tiempo han ido creciendo y acercándose entre sí, aunque todavía conservan cierto grado de separación física y una identidad diferenciada .
El clima es mediterráneo, con inviernos suaves y veranos cálidos, y una media anual de precipitaciones moderada, concentrada principalmente en otoño y primavera. La altitud media del terreno es baja, sin grandes accidentes geográficos, lo que favorece su uso agrícola intensivo, especialmente en el cultivo de hortalizas, cítricos y arroz.

## Historia
El núcleo de Castellar tuvo probablemente origen en la alquería andalusí denominada Castelló de l'Albufera y que Jaime I donó entre el 28 y el 29 de marzo de 1238 a 72 pobladores, tras dividirla en tres secciones según el amarre de varios barcos: Vaixell de Na Palafrugell, Vaixell de Petrixól y Vaixell d'En Cap de Ferre. Sin embargo, los pobladores no acudieron en el plazo previsto, y el 20 de mayo del mismo año el rey la donó a Ramón Gaucelm «[...] toda íntegra, con la jurisdicción y dominio reales, exceptuados molinos y hornos». Éste tampoco acudió y Jaime I, al parecer interesado en repoblar estas tierras, trasladó la donación el 6 de mayo de 1240 a «Martí Pereç d'Asqueta, Sanç de Poreyla, Jordá de Tudela, Joan Martíneç de Navalles, Enyego Eiximén y a todos los navarrescos que pudieren poblarlos [...]». Tampoco esta donación se adjudicó y finalmente, el 1 de septiembre del mismo año se donó «a Guillem Gerrel, Raboaut Oltorasch, Bernat Vives, Ferran Robert, Bernat Mercer, Berenguer Mascó, Doménec d'Aïnsa, Ramón i Guillem Serrador, Bertran i Pere Dauder i Cresques de Bellcaire, el castillo y la villa de Castelló de l'Albufera, íntegra, con todo».

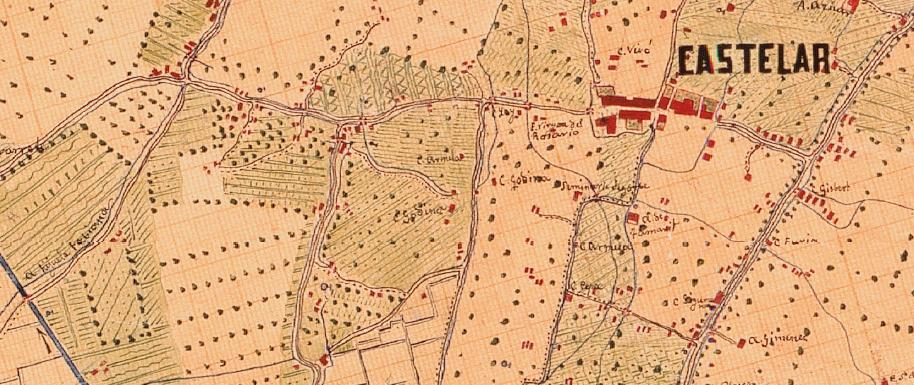
Castellar-Oliveral en 1883.

Hasta finales del siglo XVIII el poblamiento de la zona fue disperso y de poca entidad, compuesto por barracas, casas de labranza y unas pocas alquerías. Entonces, y en torno a una pequeña ermita, surgió el núcleo del actual Castellar. A principios del siglo XIX, con el fin de los señoríos, pasó a depender de Ruzafa y conoció un gran aumento demográfico. En 1869 ya contaba con numerosos establecimientos comerciales y se había terminado de construir la iglesia, cuyas obras habían comenzado en 1862. Por aquel entonces, algo al sur, apareció un pequeño caserío sobre una elevación plantada de olivos, que tomó el nombre de Oliveral (olivar en valenciano). A partir de la década de 1960 el casco urbano aumentó rápidamente con manzanas longitudinales compactas y ambos núcleos se fusionaron, aunque en la actualidad todavía hay áreas no consolidadas y el conjunto ofrece una imagen poco ordenada.

## Demografía

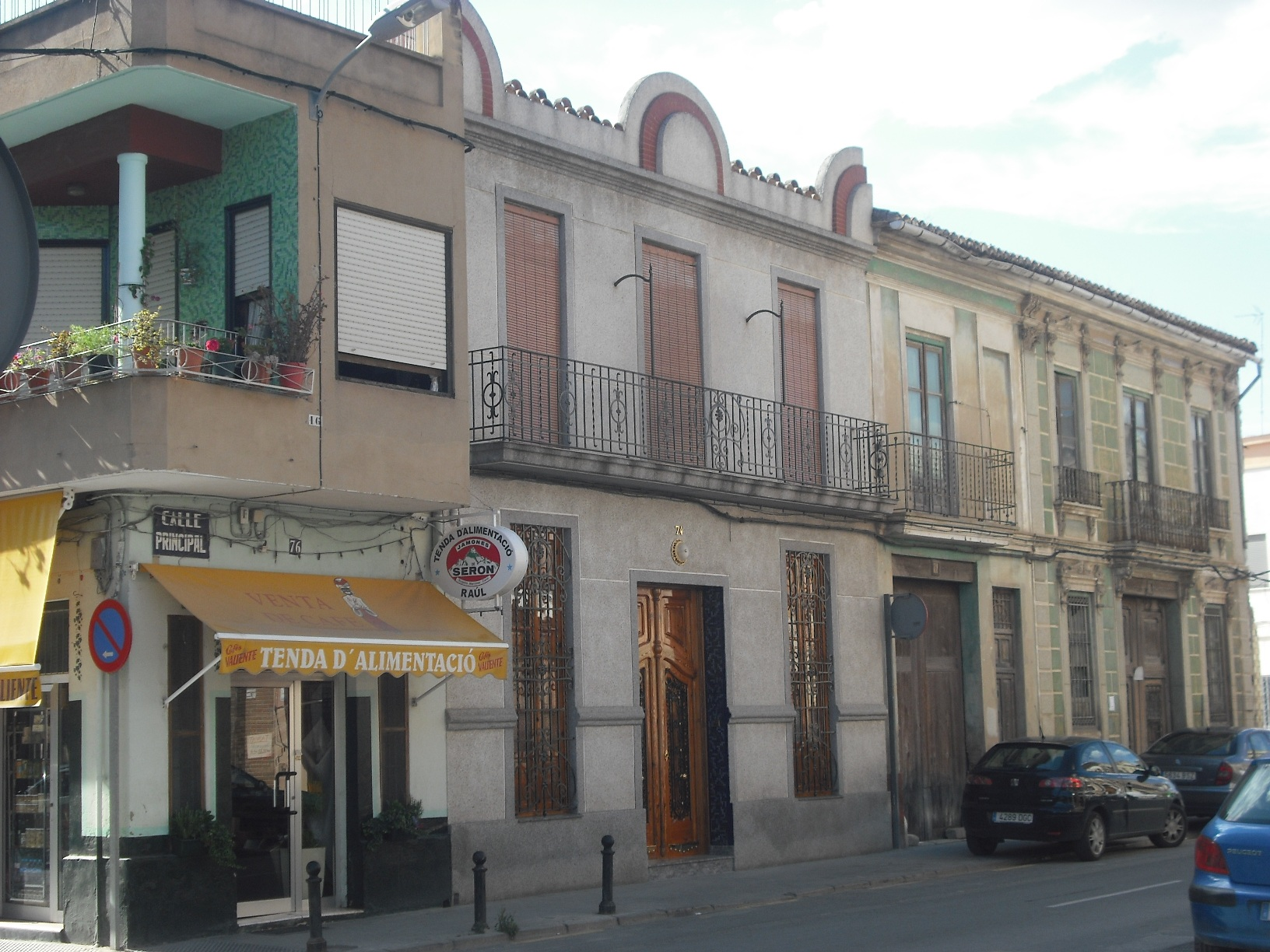
Esquina de la calle Principal con la calle de la Alquería de Aznar.

En 1940, primera fecha en que se dispone información sobre la población de Castellar, éste contaba con 3.303 habitantes. En 1950, tras su fusión con Oliveral, la cifra ascendía a 4.577, que pasaron a 4.869 en 1960, 5.584 en 1970 y 6.813 en 1981. La huerta es muy fértil, y en ella todavía existe un canal que conduce las embarcaciones al centro del lago de la Albufera.

## Economía
La economía de Castellar-l'Oliveral, pedanía situada al sur de la ciudad de Valencia, ha estado tradicionalmente ligada a la agricultura de regadío y a la pesca en el Parque Natural de la Albufera. Su entorno forma parte de la histórica Huerta de Valencia, una de las zonas agrícolas más fértiles de España, aunque actualmente la actividad agraria representa solo el 1,7 % de la población ocupada, manteniendo el 40 % del territorio comarcal.
En los últimos años, Castellar-l'Oliveral ha impulsado iniciativas de sostenibilidad y comercio de proximidad. Destaca la construcción de un mercado agroalimentario ecológico en la plaza de la Figuereta, que combinará la venta de productos de kilómetro cero con un nuevo espacio peatonal para el encuentro vecinal.
Tras la riada de 2024 que afectó a la comarca de Valencia, Castellar-l'Oliveral fue una de las primeras pedanías en recuperar la normalidad, con la reapertura de comercios, servicios municipales y centros educativos. Durante la emergencia, Mercavalència garantizó el abastecimiento mediante camiones diarios de productos frescos.
En 2025, el Ayuntamiento de Valencia destinó medio millón de euros en ayudas a las explotaciones agrícolas y ganaderas de las pedanías afectadas, entre ellas Castellar-l'Oliveral, con el fin de reactivar el sector primario tras los daños sufridos.
Castellar-l'Oliveral también ha sido pionera en el ámbito de la transición energética, al albergar la primera comunidad energética local de Valencia, que suministra energía renovable a más de 60 hogares y proporciona electricidad gratuita a familias vulnerables del pueblo.

## Política
Castellar-Oliveral depende del ayuntamiento de Valencia en consideración de barrio del distrito de Poblados del Sur (en valenciano Poblats del Sud). Sin embargo, dada su condición de poblamiento rural, cuenta, de acuerdo con las leyes estatales y autonómicas pertinentes, con un alcalde de barrio que se encarga de velar por el buen funcionamiento del barrio y de las relaciones cívicas, firmar informes administrativos y elevar al ayuntamiento de la ciudad las propuestas, sugerencias, denuncias y reclamaciones de los vecinos.
| Periodo   | Nombre                                                                 | Partido |
| --------- | ---------------------------------------------------------------------- | ------- |
| 1979-1983 | Fernando Martínez Castellano (1979) Ricard Pérez Casado (1979-1983)    |         |
| 1983-1987 | Ricard Pérez Casado                                                    |         |
| 1987-1991 | Ricard Pérez Casado (1987-1988) Clementina Ródenas Villena (1988-1991) |         |
| 1991-1995 | Rita Barberá Nolla                                                     |         |
| 1995-1999 | Rita Barberá Nolla                                                     |         |
| 1999-2003 | Rita Barberá Nolla                                                     |         |
| 2003-2007 | Rita Barberá Nolla                                                     |         |
| 2007-2011 | Rita Barberá Nolla                                                     |         |
| 2011-2015 | Rita Barberá Nolla                                                     |         |
| 2015-2019 | Joan Ribó i Canut                                                      |         |
| 2019-2023 | Joan Ribó i Canut                                                      |         |
| 2023-act. | María José Catalá Verdet                                               | PP      |

## Educación
Castellar-Oliveral cuenta con un Instituto de Educación Secundaria, llamado IES El Ravatxol localizado en la Avinguda del Doctor Ruiz I Comes, 54. Por otro lado, un colegio público de Educación Primaria, el CEIP Castellar-Oliveral ubicado en la Calle del Escultor Federico Siurana, 44 y uno privado de Educación Primaria y Secundaria, llamado Centro Privado de Enseñanza Nuestra Señora del Rosario, en Carrer de la Fortuna, 35. También cuenta con un Colegio Público de Educación Especial, el CPEE Rosa Llàcer. A su vez, se ubica la Universidad Popular, Organismo Autónomo Municipal de carácter administrativo , dependiente del Ayuntamiento de Valencia, mediante la Delegación de Mayores.

## Patrimonio

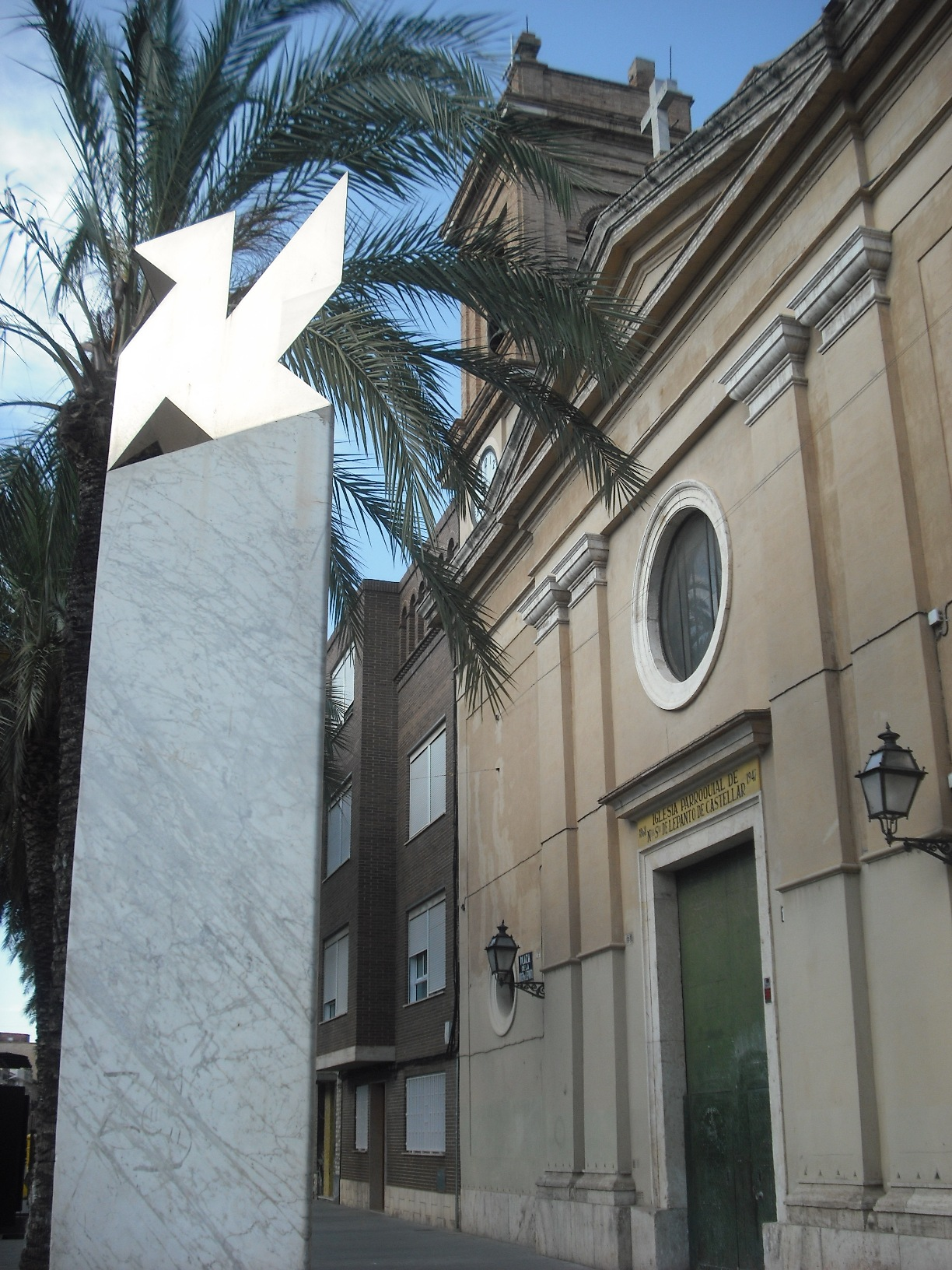
Iglesia de Nuestra Señora del Rosario de Lepanto.

- Iglesia de Nuestra Señora del Rosario de Lepanto: Se comenzó a construir en 1862 según consta en las Actas del Ayuntamiento de Ruzafa,[12] y fue erigida en parroquia en 1902.[4] Se usó como almacén durante la guerra civil. En 1945 se restauraron los retablos, las pinturas y las imágenes.[3] Tiene un solo campanario, estando el otro inacabado. La fachada es clasicista, mientras que el interior es barroco. La planta es de cruz latina y tiene tres naves, la central con bóveda de cañón y las laterales más rebajadas.[3]
- Alquería de Brosquill: Su origen posiblemente se remonta a la época andalusí. Se trata de una construcción de gran volumen con el cuerpo principal formado por planta baja y cambra con una triple fila de huecos de reducidas dimensiones.[3]
- Parroquia de San Martín de Porres: se inició su construcción en el año 1973 y se finalizó en el 2001. Sustituye a una antigua casa, lugar donde tenían lugar las ceremonias religiosas. Un mural de una medida de 70 metros cuadrados inaugurado el 4 de enero de 1994 se halla en el altar mayor. [13]

## Cultura

### Fiestas
- Fallas: se celebran el 19 de marzo, existiendo en el núcleo dos comisiones: Plaza Virgen de Lepanto y Gloria-Felicidad-Tremolar.
- Fiestas mayores: Son mediados de septiembre y participan una comisión de jóvenes y otra de festeros que repiten tras 25 años (clavaris del Cristo i del Rosari). Las fiestas se celebras en honor a los siguientes santos y vírgenes: el Cristo del Refugio y la Purísima, la Virgen del Rosario y San Martín de Porres. Duran  dos semanas en y se celebran actos comunitarios: procesiones nocturnas, concursos de paellas, algunas actuaciones musicales y actos religiosos. [14]

Servicios culturales
- Existen diversas asociaciones culturales, como la Sala L’Horta, cuya capacidad es de 288 espectadores. Fue sede del concurso de teatro de la Junta Central Fallera. instaurada hace aproximadamente 30 años, L’Horta Teatre tuvo sus inicios hace 50 años, donde ya se han producido más de 40 obras. [15]
- Por otro lado, dispone de la Biblioteca Municipal de Castellar-Oliveral-Matilde Ramos y de la Piscina Castellar L’Oliveral Enrique Velarte.
- Destacan, a su vez, el Centro Instructivo Musical Castellar-Oliveral, el Centro de Estudios Alba o la Unión Musical Santa Cecilia Castellar Oliveral.
- Con relación al deporte, cabe mencionar el Club de Fútbol UD Castellar-Oliveral, fundado en 1987, juega en el Camp l'Horta (C/ L'Alqueria d'Asnar junto al Colegio Público). El equipo Amateur juega en la categoría de Primera Regional.

## Inundaciones de 2024 provocadas por la DANA
El 29 de octubre de 2024, la pedanía de Castellar-Oliveral fue gravemente afectada por una Depresión Aidala en Niveles Altos (DANA) que provocó intensas lluvias e inundaciones en la Comunidad Valenciana. Este fenómeno meteorológico causó la muerte de al menos trece personas en las pedanías de La Torre y Castellar, ocho de las cuales fueron halladas en un garaje inundado.
Los residentes de Castellar-Oliveral denunciaron sentirse abandonados por las autoridades, señalando que ni políticos ni Policía Local acudieron a la zona durante los primeros tres días tras la catástrofe. Muchos vecinos perdieron sus hogares y medios de vida; algunos relataron haber perdido todo, incluyendo sus viviendas y negocios.
Las inundaciones también afectaron al CEIP-Castellar-Oliveral que tuvo que cerrar temporalmente debido a los daños sufridos. Aunque el centro reabrió días después, la situación en la pedanía seguía siendo crítica, con calles anegadas y viviendas cubiertas de lodo.
Pese a todo esto, la localidad ha sido mucho menos afectada que otras pedanías como Horno de Alcedo o La Torre, que se encuentran ubicadas más al oeste y actuaron como tapón de todos los restos de la inundación.